# Protapanteles paleacritae
Protapanteles paleacritae är en stekelart som först beskrevs av Riley 1881.  Protapanteles paleacritae ingår i släktet Protapanteles och familjen bracksteklar. Inga underarter finns listade i Catalogue of Life.